# Arteria torácica superior
La arteria torácica superior es una arteria que nace de la cara anterior de la arteria axilar, cerca del borde inferior del músculo subclavio. Se dirige anteriormente, atraviesa la fascia clavipectoral y se distribuye en la parte superior de los músculos pectorales y de la región mamaria.
Suele anastomosarse con la arteria mamaria interna y las primeras ramas intercostales.
- Datos: Q707632